# Chassalia porcata
Chassalia porcata là một loài thực vật có hoa trong họ Thiến thảo. Loài này được (I.M.Turner) A.P.Davis mô tả khoa học đầu tiên năm 2008.